# Raoul Ubac

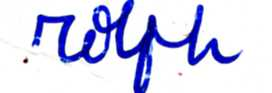
Signatuur van Raoul Ubac

Raoul Ubac (Malmedy, 31 augustus 1910 - Dieudonné, 24 maart 1985) was een Belgisch kunstschilder, fotograaf en beeldhouwer.
Nadat hij aan het eind van de jaren twintig te voet door Europa had gereisd, vestigde Ubac zich in 1930 in Parijs. Daar kwam hij in contact met kunstenaars van het surrealisme en begon hij met het maken van surrealistische foto's en tekeningen. Later begon hij met een opleiding aan de Kunstgewerbeschule in Keulen. In 1938 deed hij mee aan een tentoonstelling in Parijs, samen met andere surrealisten.
In 1950 kwam hij in contact met de Cobra-beweging via Christian Dotremont. Hij deed mee aan enkele tentoonstellingen samen met andere kunstenaars van Cobra.
Zijn werk heeft duidelijk surrealistische kenmerken en werd later meer abstract. Door zijn contacten met Cobra ging hij vooral met kleur experimenteren.
In zijn latere werk zien we ook mozaïeken en reliëfs.
- Bibliothèque nationale de France: cb11927305h (data)
- Catàleg d'autoritats de noms i títols de Catalunya: 981058524545106706
- Gemeinsame Normdatei: 118763342
- International Standard Name Identifier: 0000 0000 6629 7602
- KulturNav: 3cee5828-6799-4532-ade5-a9344fbdc042
- Library of Congress Control Number: n82106931
- Musée national d'archéologie, d'histoire et d'art: lkl013038
- National Gallery of Victoria: 25244
- Nationale bibliotheek van Australië: 49287553
- Nationale Bibliotheek van Israël: 987007513583205171
- Nederlandse Thesaurus van Auteursnamen: 072147245
- PIC: 18333
- RKD-Nederlands Instituut voor Kunstgeschiedenis: 78633
- SNAC: w6zs3qsk
- Système universitaire de documentation: 027172074
- Museum of New Zealand Te Papa Tongarewa: 25746
- Trove: 1490946
- Union List of Artist Names: 500023591
- Virtual International Authority File: 36925376
- WorldCat: E39PBJbxHYjbbWQytXTvcxrjG3